# Lisl Frank
Lisl Frank, bürgerlicher Name: Alice Aufrichtig (geboren als Alice Frankel am 28. Januar 1911 in Prag, Österreich-Ungarn; gestorben am 30. November 1944 vermutlich im oder nahe dem KZ-Außenlager Christianstadt) war eine tschechoslowakische Sängerin und Unterhaltungskünstlerin. Sie war ein Opfer des Holocausts.

## Leben
Lisl Frank begann ihre künstlerische Laufbahn 1931 als Sängerin und Schauspielerin am Berliner Metropol-Theater der Gebrüder Fritz und Alfred Rotter. Bereits ein Jahr später kehrte die Künstlerin in ihre tschechische Heimat zurück und trat an den Operetten von Teplitz-Schönau und Franzensbad auf. 1936 entschlossen sich Lisl und ihr österreichischer Ehemann Otto Aufrichtig, der als Künstler unter dem Pseudonym Aurich auftrat und den Lisl Frank seit beider gemeinsamer Theatertage in Teplitz-Schönau kannte, zur Übersiedelung in die Niederlande. Dort schloss sich das Ehepaar für zwei Jahre der Emigrantentheatertruppe von Fritz Hirsch an, und Lisl Frank intonierte dort heitere Lieder wie „Männer, Männer, Männer“. Im Februar und März 1939 ist sie auch mit Gesangsvorträgen in Revuen Rudolf Nelsons nachzuweisen. Von Juni 1940 bis Februar 1942 trat Lisl Frank in unregelmäßigen Abständen im Kabarett der Prominenten auf, zuletzt (im Juni 1942) sah man sie an der Joodschen Schouwburg in Amsterdam.
1943 wurde das Ehepaar Otto und Lisl Aufrichtig von deutschen Stellen in das Durchgangslager Westerbork deportiert, wo beide Eheleute weiterhin künstlerisch wirkten. Belegt sind im März und April 1944 Lisl Franks Auftritte in zwei Kabarettprogrammen Max Ehrlichs namens „Bunter Abend 2 und 3“. Am 6. September 1944 erfolgte Lisl Franks Deportation mit dem Transport XXIV/7, Nr. 24 in das Ghetto Theresienstadt, vier Wochen darauf, am 4. Oktober wurde sie mit dem Transport En, Nr. 41 in das KZ Auschwitz verlegt. Dort entging sie zwar der Vergasung, musste sich aber Ende November desselben Jahres auf einen Todesmarsch vom KZ Groß-Rosen ins Außenlager Christianstadt begeben. Völlig entkräftet starb sie vermutlich dort oder auf dem Weg dorthin am 30. November 1944 unter bislang nicht näher geklärten Umständen. Andere Quellen geben den Januar 1945 als Todeszeitpunkt an. 1999 wurde, sechs Jahrzehnte nach ihrer Entstehung, eine Liedauswahl mit Lisl Frank als Sängerin unter dem Titel „Und Rudi macht Musik dazu“ veröffentlicht.